# Smart elnät

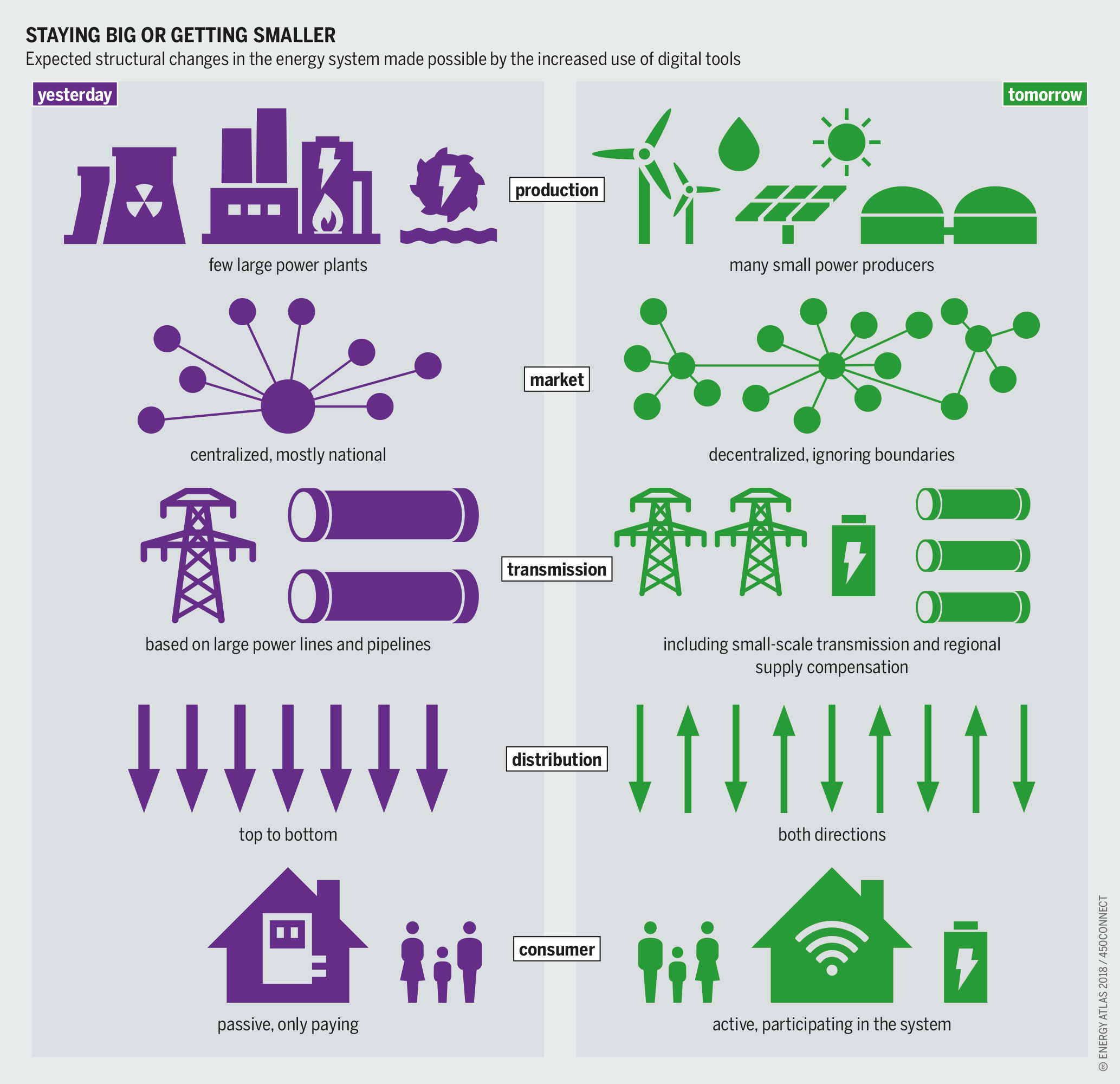

Smarta elnät är elektriska energisystem som utnyttjar informations- och styrteknik, distribuerad databehandling samt tillhörande givare och manöverorgan för att
integrera beteenden och handlingar hos användare och andra intressenter samt att effektivt tillhandahålla en hållbar, ekonomisk och tillförlitlig elförsörjning.
Det finns andra försök till beskrivning av begreppet smarta elnät än IEC:s.

## Exempel på smarta elnät
De ordinära elnäten utnyttjar vanligen redan informations- och styrteknik etc. i varierande grad. Av definitionen av smarta elnät framgår att begreppet är oegentligt. Detta eftersom smarta elnät omfattar mer än själva elnäten – det handlar om elektriska energisystem där elnäten bara ingår som en del. Förutom elnäten ingår exempelvis elproduktionsanläggningar, elektriska installationer i bostäder, lokaler och industrier och elanvändande utrustningar i de elektriska energisystemen.
Smarta elnät kan innebära att elanvändningen automatiskt anpassas efter elpriser (exempelvis timvisa). Det kan ske med teknik som ser till att elbilen laddas just när det finns god tillgång på billig förnybar el.  På så sätt kan vindkraft utnyttjas bättre under de timmar när det blåser mycket. Ett annat exempel är styrsystem som automatiskt hjälper industrier att koppla bort tillverkningsprocesser med låg prioritet när elpriset tillfälligt är högt. Det kan till exempel inträffa vintermorgnar med kallt väder.

## Forum för smarta elnät
Forum för smarta elnät är ett 2016 påbörjat projekt inom Regeringskansliet. Det ska främja och utveckla en dialog om smarta elnäts möjligheter genom att skapa nya mötesplatser för intresserade aktörer. Forum ska även främja export av tjänster inom området samt utarbeta en strategi för processen från forskning till internationalisering och en åtgärdsplan. Dessutom ska forum utveckla en kunskapsplattform inom området. Forums insatser ska bidra till att nå miljömål och energimål inom Agenda 2030. 
Forum för smarta elnät har inrättats på initiativ av Samordningsrådet.
Projektet har en styrgrupp med 18 ledamöter. Nils Vikmång, statssekreterare på Miljö- och energidepartementet, var den förste ordföranden.
Forum för smarta elnät ska redovisa sitt uppdrag i december 2019.